# Vicente de Paula Rodrigues Maggio
Vicente de Paula Rodrigues Maggio (Pitangueiras, 1º de Julho de 1953 ), muito conhecido como Professor Maggio, é um jurista brasileiro que se destaca dentre os mais respeitados especialistas em direito penal da atualidade e na legislação da educação superior  em geral.
O livro Infanticídio e a morte culposa do recém-nascido. 1ª. ed. Campinas: Millennium Editora, 2004. v. 1. 239p., que teve origem em sua tese de Doutorado defendida na Pontifícia Universidade Católica de São Paulo, fez parte da bibliografia escolhida pelo Supremo Tribunal Federal para decidir a questão de Antecipação de Parto de Feto Inviável (item 59). A tese demonstra a compatibilidade da culpa em sentido estrito com o estado puerperal e a possibilidade técnica de criação da figura culposa do infanticídio, ou seja, do homicídio culposo privilegiado pelo estado puerperal, visando resolver o problema decorrente da lacuna normativa (desproporcionalidade da sanção penal), como também o da lacuna axiológica (injustiça na hipótese de co-autoria). O referido livro é vendido também em outros países, especialmente para estudo do direito comparado.
Seus livros e artigos são citados em inúmeros trabalhos acadêmicos de graduação e pós-graduação, veículos eletrônicos de notícias ,escritórios de advocacia, como também em alguns Tribunais de Justiça.
Paralelamente sempre foi um músico, baterista inscrito na Ordem dos Músicos do Brasil, embora exercendo esta atividade exclusivamente em caráter de hobby. Em 1981, formou a banda Patrulha do Rádio  e com ela fez inúmeras apresentações.

## Carreira Acadêmica
Possui graduação em Ciências Contábeis - Faculdades Integradas de Guarulhos (1976), graduação em Administração de Empresas - Faculdades Integradas de Guarulhos (1977), graduação em Direito pela Universidade Guarulhos (1996), mestrado em Direito pela Universidade Presbiteriana Mackenzie (2000), doutorado em Direito Penal pela Pontifícia Universidade Católica de São Paulo (2004) e especialização em Auto-Avaliação Institucional: Abordagem Prática (Carga Horária: 60h). Fundação Nacional de Desenvolvimento do Ensino Superior Particular, FUNADESP  , Brasil (2006). 

## Carreira Profissional
É advogado associado na Maggio Advogados e Associados e professor de direito penal e processo penal em Instituições de Ensino Superior, cursos preparatórios para carreiras jurídicas e em programas de pós-graduação. Pertence ao Banco de Avaliadores (BASis)  do Sistema Nacional de Avaliação da Educação Superior (Sinaes).

### Principais Cargos ou Funções
Diretor Administrativo, Financeiro e de Relações com o Mercado na empresa Iderol S/A Equipamentos Rodoviários (1994 - 1995).

Professor de direito penal e processo penal e Diretor o Curso de Direito da Universidade Guarulhos, UNG (2005 -2007).

Superintendente na Cia de Processamento de Dados do Município de São Paulo, PRODAM  (1993-1994).

## Ligações Externas
- Blog Jurídico no JusBrasil
- Currículo Lattes no CPNq